# Chinara Alizade
Chinara Alizade (ur. 16 maja 1987 w Moskwie jako Чинара Ализаде) – artystka polskiego baletu azerbejdżańskiego pochodzenia. Od 1995 studiowała balet w Moskwie, a karierę zawodową rozpoczynała w 2005 w tamtejszym Teatrze Bolszoj, gdzie w 2010 osiągnęła pozycję solistki. W 2015 związała się z Polską, początkowo jako solistka, od 2016 pierwsza solistka, a od 2022 pierwsza tancerka Polskiego Baletu Narodowego. Jest żoną polskiego operatora filmowego Waldemara Szmidta.

## Życiorys
Absolwentka Akademii Tańca na Uniwersytecie Humanistycznym Nesterovej w Moskwie (1995–1998) oraz Moskiewskiej Państwowej Akademii Choreografii (1998–2005).
Tańczyła w moskiewskim Teatrze Bolszoj w latach 2005–2015, w tym od 2010 jako solistka. W 2015 rozpoczęła pracę solistki Polskiego Baletu Narodowego w Teatrze Wielkim – Operze Narodowej w Warszawie, gdzie rok później została pierwszą solistką Polskiego Baletu Narodowego, a w 2022 roku została podniesiona do rangi pierwszej tancerki.

## Najważniejsze role
Opracowano na podstawie materiału źródłowego

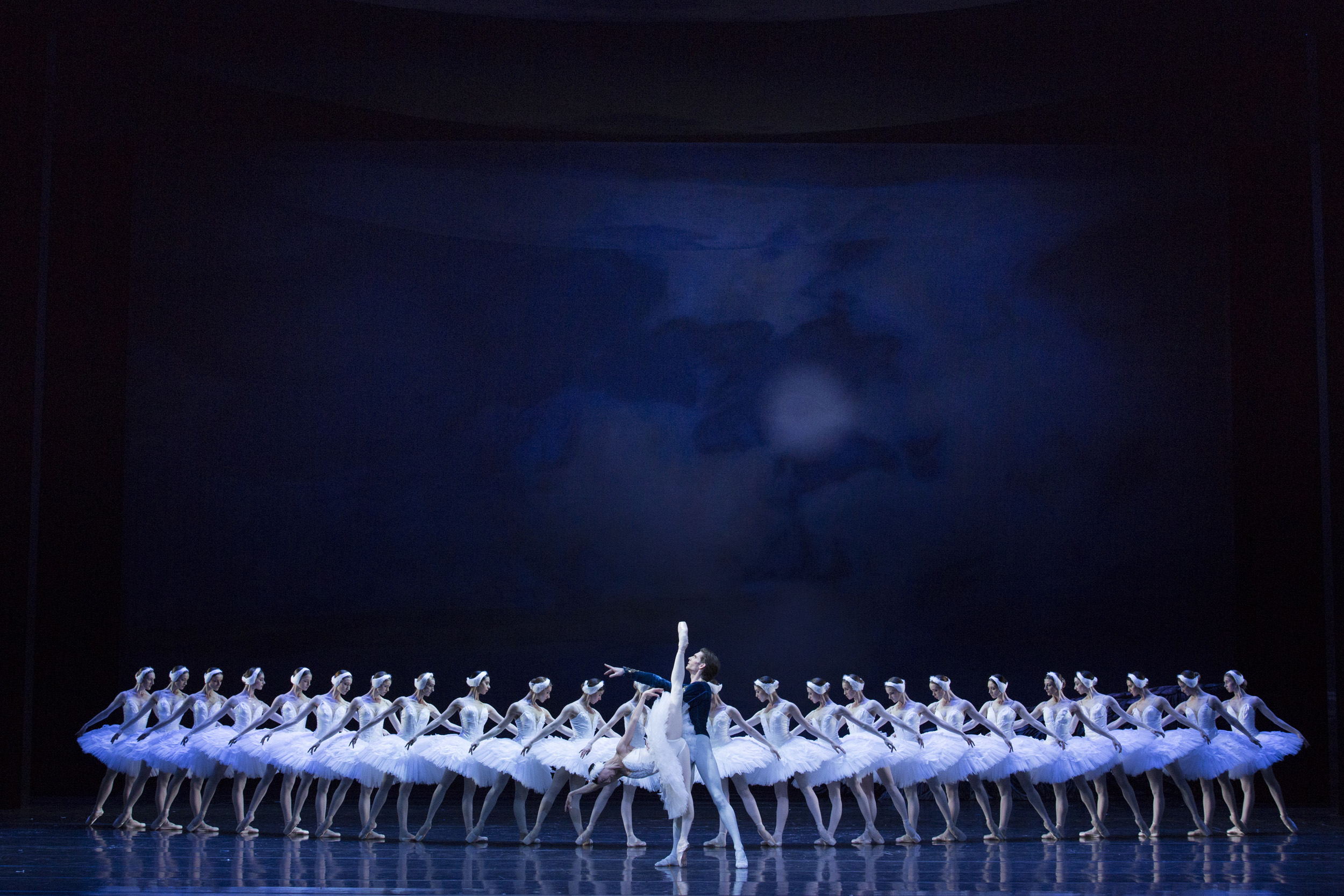
Chinara Alizade i Vladimir Yaroshenko w Jeziorze łabędzim Krzysztofa Pastora

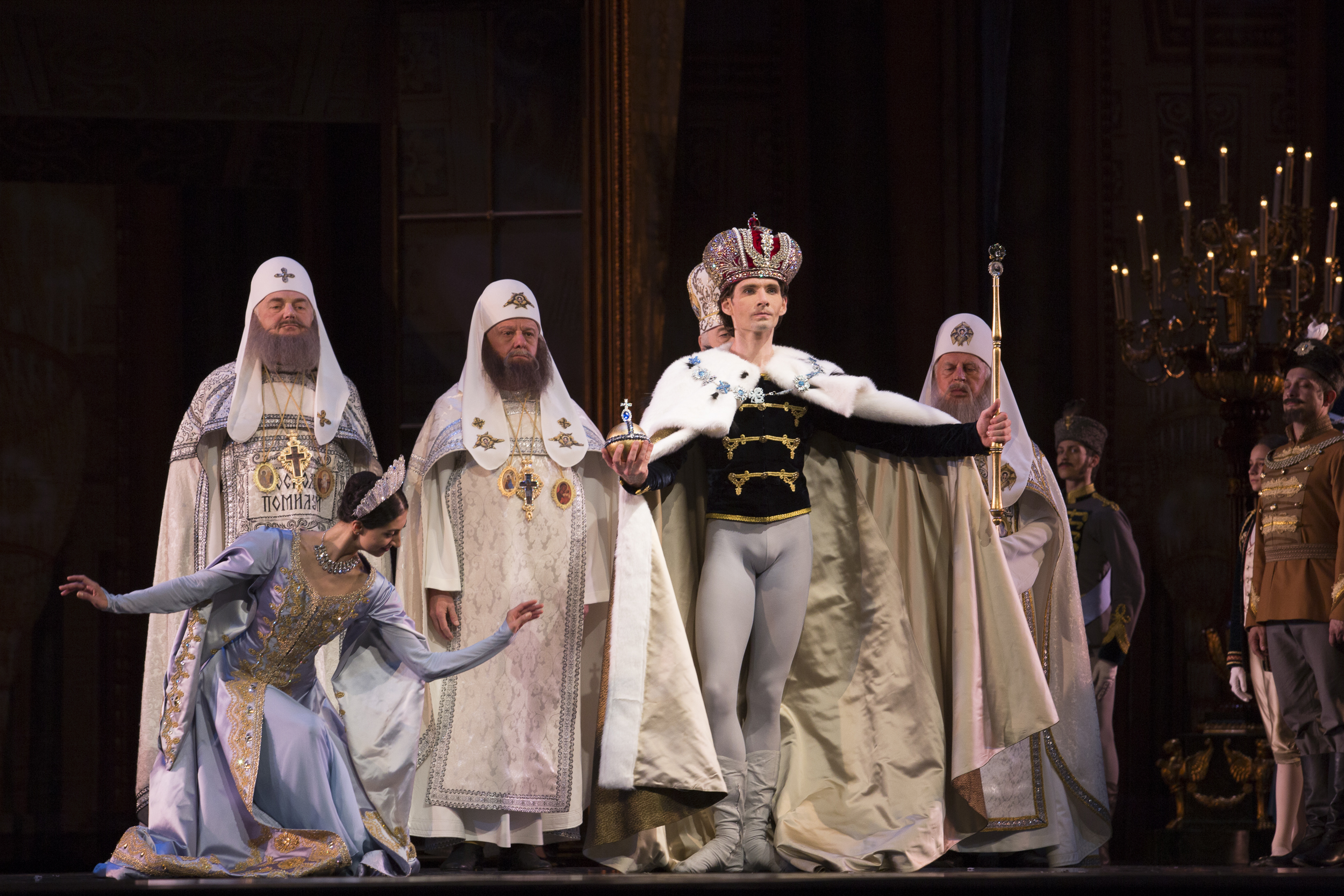
Chinara Alizade i Vladimir Yaroshenko w Jeziorze łabędzim Krzysztofa Pastora

### Teatr Wielki – Opera Narodowa/Polski Balet Narodowy
- Kitri-Dulcynea, Tancerka Uliczna, Solistka Grand Pas i Juanita w Don Kichocie (Marius Petipa, Aleksandr Gorski / Alexei Fadeyechev)
- Duet 1. w Adagio & Scherzo Schuberta (Krzysztof Pastor)
- Mlle Binetti w Casanovie w Warszawie (Krzysztof Pastor)
- Miranda w Burzy (Krzysztof Pastor)
- Główna solistka w Bolerze (Krzysztof Pastor)
- Solistka w Chromie (Wayne McGregor)
- Nikija w Bajaderze (Marius Petipa / Natalia Makarowa)
- Solistka 3. w Chopinianach (Michaił Fokin / Alexei Fadeyechev)
- Księżniczka Alix-Odetta w Jeziorze łabędzim (kreacja, z nowym librettem, Krzysztof Pastor, z obrazem wg Lwa Iwanowa)
- Klara w Dziadku do orzechów (Toer van Schayk & Wayne Eagling)
- Małgorzata Gautier i Manon Lescaut w Damie kameliowej (John Neumeier)
- Matylda Krzesińska w Jeziorze łabędzim (z nowym librettem, Krzysztof Pastor, z pas de deux wg Mariusa Petipy)
- Nasza-Inna w I przejdą deszcze… (Krzysztof Pastor)
- Solistka 2. w Koncercie e-moll Chopina (kreacja, Liam Scarlett)
- Księżniczka Aurora w Śpiącej królewnie (Marius Petipa / Jurij Grigorowicz)
- Mary Vetsera w Mayerlingu (Kenneth MacMillan)
- Mina-Elisabeta w Draculi (Krzysztof Pastor)
- Giselle w Giselle (Jean Coralli, Jules Perrot / Marius Petipa / Maina Gielgud)
- Główna para w Siódmej symfonii Beethovena (Toer van Schayk)
- Pandora - Prometeusz (Krzysztof Pastor)

### Teatr Bolszoj(wcześniej)
- Pas de deux wiejskie w Giselle (trad. /Jurij Grigorowicz)
- Przyjaciółka Kitri w Don Kichocie (trad. / Alexei Fadeyechev)
- Diana w Esmeraldzie (trad. / Yuri Burlaka, Vasily Medvedev)
- Gulnara i Pas d’esclave w Korsarzu (trad. / Alexei Ratmansky, Yuri Burlaka)
- Solistka w Symfonii psalmów (Jiří Kylián)
- Księżniczka Florina w Śpiącej królewnie (trad. / Jurij Grigorowicz)
- Pas de deux Grand pas classique (Victor Gsovsky)

## Nagrody
- 2005: Złoty Medal (kategoria juniorów), Międzynarodowy Konkurs Baletowy, Moskwa
- 2012: Tytuł Zasłużonej Artystki Republiki Azerbejdżanu, Baku
- 2013: Międzynarodowa Nagroda Baletowa „Star” od Gilberta Alberta i Niny Ananishvili, Tbilisi
- 2015: Złoty Medal, Azjatycki Konkurs Grand Prix, Hongkong
- 2020: Teatralna Nagroda Muzyczna im. Jana Kiepury dla najlepszej tancerki klasycznej w Polsce